# ATP Challenger Weiden
Das ATP Challenger Weiden (offiziell: ATU Cup) war ein Tennisturnier, das von 1994 bis 2004 jährlich in Weiden stattfand. Auto Teile Unger war der Sponsor und Namensgeber des Turniers. Es gehörte zur ATP Challenger Tour und wurde im Freien auf Sand gespielt. Dušan Vemić und Nuno Marques gewannen als einzige Spieler im Doppel das Turnier zweimal.

## Liste der Sieger

### Einzel
| Jahr | Sieger            | Finalgegner           | Ergebnis      |
| ---- | ----------------- | --------------------- | ------------- |
| 2004 | Tomáš Berdych     | Janko Tipsarević      | 6:3, 6:3      |
| 2003 | Tomas Behrend     | Björn Phau            | 2:6, 6:4, 6:1 |
| 2002 | Luis Horna        | Željko Krajan         | 6:0, 6:4      |
| 2001 | Jiří Vaněk        | Hugo Armando          | 7:5, 6:2      |
| 2000 | Daniel Elsner     | Filip Dewulf          | 6:1, 7:65     |
| 1999 | Roberto Carretero | Christophe van Garsse | 6:1, 7:5      |
| 1998 | Agustín Calleri   | Gastón Etlis          | 6:2, 6:1      |
| 1997 | Dirk Dier         | Tamer El Sawy         | 7:6, 6:3      |
| 1996 | Tomas Nydahl      | Tommy Haas            | 6:2, 3:6, 7:6 |
| 1995 | Dinu Pescariu     | Lars Burgsmüller      | 6:4, 6:2      |
| 1994 | Mikael Tillström  | Jens Knippschild      | 6:2, 6:4      |

### Doppel
| Jahr | Sieger                                 | Finalgegner                          | Ergebnis       |
| ---- | -------------------------------------- | ------------------------------------ | -------------- |
| 2004 | Janko Tipsarević Lovro Zovko           | Mariano Delfino Patricio Rudi        | 6:4, 7:66      |
| 2003 | Mariano Delfino Patricio Rudi          | Diego del Río Tomas Tenconi          | 6:2, 4:6, 7:66 |
| 2002 | Jens Knippschild Dušan Vemić (2)       | Sergio Roitman Andrés Schneiter      | 7:65, 6:2      |
| 2001 | Julián Alonso Hugo Armando             | Petr Kovačka Pavel Kudrnac           | kampflos       |
| 2000 | Mark Nielsen Andrei Stoljarow          | Daniel Elsner Andy Fahlke            | 7:5, 6:3       |
| 1999 | Emilio Benfele Álvarez Dušan Vemić (1) | Simon Aspelin Johan Landsberg        | 6:7, 6:2, 6:4  |
| 1998 | Nuno Marques (2) Nenad Zimonjić        | Simon Aspelin Chris Tontz            | 6:4, 3:6, 6:3  |
| 1997 | Geoff Grant Mark Merklein              | Grant Doyle Myles Wakefield          | 6:4, 7:6       |
| 1996 | Jonathan Leach Mosé Navarra            | Ģirts Dzelde Tomas Nydahl            | 7:6, 7:5       |
| 1995 | Dirk Dier Lars Koslowski               | Emilio Benfele Álvarez Brent Larkham | 6:3, 6:3       |
| 1994 | Tommy Ho Nuno Marques (1)              | Eyal Ran Gabriel Silberstein         | 6:3, 6:1       |